# Lauren Bastide
Lauren Bastide (Orleans, 30 de octubre de 1980) es una periodista y personalidad de radio francesa.

## Biografía
Después de la obtención de su diploma de bachillerato especializado en literatura en 1999, Lauren Bastide toma durante un año una clase preparatoria hypokhâgne. En 2002, obtiene un diploma en Relaciones y Asuntos Internacionales del Instituto de estudios políticos de Estrasburgo. Después de hacer sus prácticas profesionales en Correo internacional, la agencia de prensa internacional Reuters y en el periódico Le Monde, se gradúa del Centro de formación de los periodistas (CFJ) en 2005.

## Carrera profesional
Durante diez años, Lauren Bastide trabaja en el equipo de redacción la revista Elle, como periodista por encargo y reportera antes de ser redactora en jefa de las páginas de informaciones. En abril de 2012, funda con Sophie Fontanel, el DailyElle, la versión en línea de la revista donde trabaja como redactora en jefa adjunta.
El mismo año, se integra al canal C8 y comienza su carrera televisiva en la sección de moda de la emisión Le Grande 8, después trabaja en Stylia en la emisión À la vie, à la mode.
Entre 2009 y 2014, escribe para las revistas Lurve y Antidote.
El 7 de septiembre de 2015, la periodista se une al equipo de columnistas de la emisión Le Gran Journal en Canal+, presentada diariamente por Maïtena Biraben. El cambio de dirección, los rumores de tensiones y insistencia mediática, la llevan a abandonar la emisión al término de una única temporada.
En 2016, funda con el periodista Julien Neuville, Nouvelles écoutes, un estudio de producción dedicado en la creación sonora. Dos podcasts son compartidos en línea el 1º de diciembre con como primera invitada la realizadora y guionista francesa Rebecca Zlotowski. En este podcast llamado La Poudre, Lauren Bastide entrevista a mujeres artistas, intelectuales o políticas para hablar de su niñez, de su carrera profesional, de su obra y de féminismo.
Al día siguiente de la toma de protesta del 45.º presidente de Estados Unidos Donald Trump, firma el documental sonoro La Marche, el 21 de enero de 2017, día de la Marcha de las mujeres que ha movilizado cerca de una medio millón de personas en las calles de Washington,.
Desde el 1º de julio de 2017, Lauren Bastide conduce la emisión semanal Les Savants en France Inter, una hora entrevistando a una mujer del medio universitario en su dominio de predilección,. Es igualmente portavoz del colectivo Prenons la une, que se tiene como objetivo buscar una mejor representación de las mujeres en los diferentes medios de comunicación. Militante en contra de las desigualdades de género, la mayor parte de sus trabajos tratan sobre la lucha contra los estereotipos, el estudio del feminismo interseccional y el lugar de las mujeres en la Historia.
El 24 de noviembre de 2018, participa en la manifestación contra la violencia a las mujeres que fue seguida de una mesa redonda en el marco del festival Les Créatives titulada Cómo pensar los tipos de feminismo hoy en día?, con Akua Naru, Meloe Gennai, Éléonore Lépinard y moderada por Caroline Dayer,.

## Publicaciones
- A París, Jeanne Damasco, Lauren Bastide, Grasset, Colección : Documentos Franceses, 228p, 2017,  ( )